# Dragão Vermelho (milícia)
Dragão Vermelho (em inglês:  Red Dragon) é uma milícia separatista ambazoniana leal ao Governo Interino da Ambazônia e membro do Conselho de Autodefesa da Ambazônia.  É liderada por Lekeaka Oliver, um ex-membro do Batalhão de Intervenção Rápida dos Camarões, e é principalmente ativa na Divisão Lebialem, Região Sudoeste. Devido aos confrontos entre a milícia Dragão Vermelho e o Exército dos Camarões, Lebialem é uma das áreas mais desertas da região afetada pela Crise Anglófona. 
Em 31 de dezembro de 2018, o Exército dos Camarões afirmou ter matado o marechal de campo Lekeaka Oliver em Lebialem. Sua morte foi rapidamente negada pelo governo provisório da Ambazônia, bem como por fontes dentro do exército dos Camarões.  Oliver ressurgiu em um vídeo uma semana depois, provando que os relatos de sua morte eram de fato falsos. 
Durante os meses de fevereiro e março de 2019, os Dragões Vermelhos foram para a clandestinidade para se recuperar das grandes perdas. Em 20 de março de 2019, um ataque fracassado em uma base militar deixou combatentes do Dragão Vermelho mortos. Seis dias depois, as tropas camaronesas destruíram uma de suas bases. 